# Biriwal-Bulga-Nationalpark
Der Biriwal-Bulga-Nationalpark ist ein Nationalpark im Osten des australischen Bundesstaates New South Wales, 284 km nördlich von Sydney und 60 km östlich von Port Macquarie. Er erstand aus Teilen des früheren Bulga State Forest und der Frenchs Creek Flora Reserve.
Im Nationalpark finden sich Hartlaubwald und Regenwald. Ein großer Teil dieser Bestände kann als Primärwald bezeichnet werden. Neben 70 Tierarten gibt es im Park auch neun Kultstätten der Aborigines.